# Campo dos Padres
Der  Campo dos Padres  ist eine Hochebene in der Serra Geral im brasilianischen Bundesstaat Santa Catarina. Hier befinden sich die höchsten Erhebungen des Bundesstaates: der Morro da Boa Vista mit 1.827 m und der Morro da Igreja mit 1.822 m. Der Morro da Igreja ist zudem der höchstgelegene bewohnte Ort im Süden Brasiliens. Die Ebene ist zudem das Quellgebiet des Canoas und des Rio Tubarão. An seinem Rand fällt der Campo dos Padres steil um etwa 500 Meter ab.

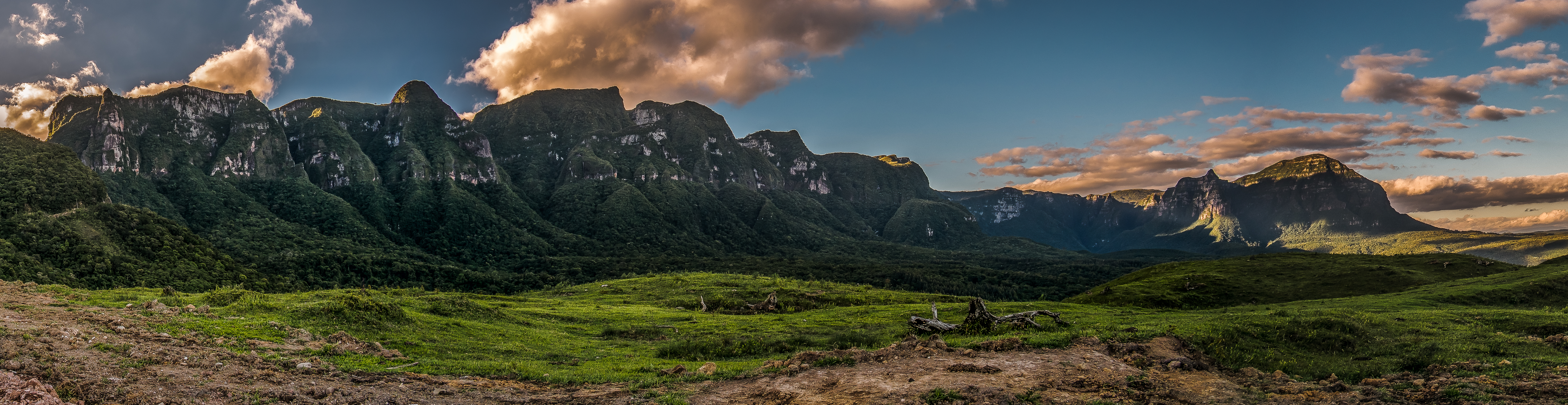
Panorama des Campo dos Padres